# Notodonta bhasini
Notodonta bhasini är en fjärilsart som beskrevs av Felix Bryk 1950. Notodonta bhasini ingår i släktet Notodonta och familjen tandspinnare. Inga underarter finns listade i Catalogue of Life.